# Міський стадіон (Раквере)
Міський стадіон Раквере (ест. Rakvere staadion) — стадіон, розташований у естонському місті Раквере, вдруге відкритий 10 вересня 2004 року. Розрахований після реконструкції на 2500 місць. Стадіон є домашньою ареною для футбольної команди  	«Тарвас» з міста Раквере. У 2012 році Ракверський стадіон став однією з арен Естонії, що приймали матчі Юнацького чемпіонату Європи з футболу.